# Cyperus dioicus
Cyperus dioicus är en halvgräsart som beskrevs av Ivan Murray Johnston. Cyperus dioicus ingår i släktet papyrusar, och familjen halvgräs. Inga underarter finns listade i Catalogue of Life.